# Joseph Boakai
Joseph Nyuma Boakai (n. 30 noiembrie 1944, Foya District⁠(d), Lofa County⁠(d), Liberia) este un politician liberian care îndeplinește funcția de președinte al Liberiei din 2024. Anterior, a fost  vicepreședinte al Liberiei între 2006 și 2018, în mandatul președintei Ellen Johnson Sirleaf, precum și ministru al agriculturii între 1983 și 1985. Boakai a candidat la președinție în 2017, pierzând alegerile în fața lui George Weah. Ulterior, l-a învins pe Weah în alegerile din 2023.

## Biografie

### Viața personală
Joseph Boakai s-a născut în satul izolat Worsonga, situat în districtul Foya, județul Lofa, la data de 30 noiembrie 1944, fiind membru al grupului etnic Kissi. Este căsătorit cu Katumu Boakai și au patru copii. Boakai este baptist și diacon în Biserica Baptistă Effort.
Implicat în activități filantropice, Boakai a supravegheat și a finanțat personal construcția unui drum rural de 11,2 kilometri în apropierea satului Warsonga din comitatul Lofa, Liberia. De asemenea, a colaborat cu Federația Tineretului Liberian (FLY) și cu organizația Danish Youth pentru construirea unei școli cu o capacitate de 150 de elevi și a unei clinici pentru o comunitate formată din 10 sate. A fost activ în organizarea și strângerea de fonduri pentru electrificarea rurală a zonei Foya Kama din județul Lofa, în nordul Liberiei.
Înainte de a deveni vicepreședinte, Boakai a fost consultant pentru mai multe instituții, incluzând funcția de Consilier Tehnic Șef pentru Politica Agricolă la Ministerul Agriculturii. A revizuit și evaluat propunerea de Revoluție Verde a Liberiei din 1986, documentul de revizuire a sectorului agricol din 1986 elaborat de FAO și Banca Mondială, precum și programul de instruire finanțat de Amsterdam (AMSCO) pentru proiecte în Uganda în 1994 și în Tanzania în 1996.
Boakai este proprietarul companiei LUSU Resource Corporation și coproprietar al AGROMACHINES Liberia.
A ocupat numeroase funcții în consilii de administrație, printre care președinte al Liberia Finance and Trust Corporation, președinte al consiliului de administrație al Star Radio, membru fondator al LOIC, membru în consiliul seminarului teologic baptist din Liberia, membru fondator al Bethesda Christian Mission, organizator fondator al African Methodist Episcopal University, organizator fondator al C.W.A. Methodist University, ambasador al Liberia YMCA, președinte al LUSU Resource Corporation și fost președinte al Clubului Rotary Monrovia.
În calitate de vicepreședinte, a fost președintele Senatului Liberian și a prezidat ședințele plenare ale acestuia timp de două zile pe săptămână. De asemenea, a exercitat funcții de supraveghere asupra mai multor instituții și agenții, inclusiv asupra Loteriilor Naționale din Liberia (LOTTO), Asociației de Marketing din Liberia (LMA), Agenției pentru Împuternicirea Comunității din Liberia (LACE) și Comisiei Naționale pentru Dezarmare, Demobilizare, Reintegrare și Reasentare (NCDDRR).

### Educație
Boakai a urmat școala primară și liceul în Sierra Leone și Liberia, înainte de a absolvi College of West Africa din Monrovia, Liberia. Ulterior, a absolvit Universitatea din Liberia în 1972, obținând o diplomă de licență în administrarea afacerilor.

## Carieră politică
Boakai a activat atât în sectorul public, cât și în cel privat. A lucrat ca manager rezident (1973–1980) și director general (1980–1982) la Liberia Produce Marketing Corporation (LPMC). Între 1983 și 1985, a fost ministru al Agriculturii în guvernul președintelui Samuel Doe. În această calitate, a prezidat Asociația de Dezvoltare a Orezului din Africa de Vest, care reunea 15 țări. În 1992, a fost director general al Liberia Petroleum Refinery Company (LPRC). Ulterior, a lucrat ca consultant pentru Banca Mondială la Washington și a fondat o firmă specializată în echipamente agricole și consultanță. A fost președinte al consiliului de administrație pentru Liberia Wood Management Corporation și Liberia Petroleum Refining Company. Și-a anunțat intenția de a candida la președinția Liberiei, alegerile fiind programate pentru 10 octombrie 2017.
În primul tur al alegerilor din 2017, niciunul dintre candidați nu a obținut majoritatea absolută (50%+1 vot) pentru a deveni următorul președinte. Președinta Ellen Johnson Sirleaf a declarat în mai multe rânduri că îl susține pe vicepreședintele Boakai. După primul tur, însă, a spus că nu susține niciunul dintre cei doi candidați calificați pentru turul doi. Cu toate acestea, pe 21 decembrie 2017, a fost surprinsă în compania lui George Weah la o ceremonie de inaugurare a unei șosele ce ducea spre locuința rivalului său, vicepreședintele Joseph N. Boakai. Această apariție a fost criticată dur de unii membri ai Partidului Unității, care au considerat că președinta făcea campanie pentru Weah. După ce fotografiile au devenit virale pe rețelele sociale, președinta Sirleaf a clarificat situația în aceeași zi: „Am spus Uniunii Africane că nu îl susțin nici pe senatorul Weah, nici pe vicepreședintele Boakai, deși am dreptul să îl susțin pe oricare dintre ei în turul doi. Nu cunoșteam protocolul evenimentului până nu am ajuns acolo. Când am ajuns, l-am văzut pe senatorul Jewel Taylor⁠(d) și pe senatorul Weah; nu puteam să îi cer amândurora să plece pentru că sunt ambii senatori în funcție. Senatorul Jewel Howard Taylor i-a înmânat lopata senatorului Weah, iar în acel moment capul meu era plecat, deci mi-a fost dificil să identific persoana care ținea lopata. Regret totuși că vicepreședintele nu a fost prezent; este vorba despre drumul lui și ar fi trebuit să fie acolo.”
Boakai a fost învins în turul doi de fostul fotbalist George M. Weah în alegerile prezidențiale și legislative din 2017, dar a făcut o vizită de mulțumire în județul său natal, Lofa.

## Președinția
Joseph Boakai l-a învins pe actualul președinte George Weah în turul al doilea al alegerilor prezidențiale din 2023, desfășurate pe 14 noiembrie. La preluarea mandatului, la vârsta de 79 de ani, Boakai a devenit cel mai în vârstă președinte al țării. La ceremonia de învestire din 22 ianuarie 2024, Boakai a avut dificultăți în a-și susține discursul inaugural, pe care nu a reușit să-l finalizeze, fiind escortat de la tribună, existând rapoarte conform cărora ar fi suferit de epuizare din cauza căldurii.
După preluarea mandatului în ianuarie 2024, președintele Joseph Boakai a făcut din lupta împotriva corupției o prioritate majoră, calificând-o drept un obstacol important pentru progresul național și încrederea publică. Administrația sa a introdus măsuri ferme, cum ar fi inițierea unor audituri la instituții majore precum Banca Centrală a Liberiei și suspendarea a peste 450 de oficiali — inclusiv miniștri de rang înalt — pentru nerespectarea regulilor privind declararea averilor stabilite de Comisia Liberiană Anticorupție (LACC). Ca semn de angajament personal, Boakai și-a redus propriul salariu cu 40%, de la 13.400 la 8.000 de dolari anual, încurajând disciplina fiscală. În primul său an, scorul Liberiei în indicele percepției corupției a crescut cu două puncte, iar un sondaj AfroBarometer din 2024 a arătat că 28% dintre liberieni considerau că guvernul abordează eficient problema corupției, față de doar 6% în 2022.
Pe 29 mai 2025, un avion privat care îl transporta pe Boakai din Nigeria a aterizat forțat la Aeroportul Internațional Roberts din Monrovia, după ce roțile s-au spart la aterizare, ceea ce a dus la anularea tuturor zborurilor de noapte. Nu s-au raportat răniți.
Pe 5 iulie 2025, Boakai a emis o scuză oficială către victimele Primului și Celui de-al Doilea Război Civil Liberian.

### Politica externă
Politica externă a lui Boakai pune accent pe diplomația economică, urmărind să transforme relațiile internaționale ale Liberiei de la dependența de ajutor către parteneriate axate pe comerț, investiții și dezvoltare durabilă. De când a preluat funcția, la 22 ianuarie 2024, Boakai a prioritizat consolidarea legăturilor cu aliați de lungă durată precum Statele Unite, evidențiată prin întâlnirea sa din 9 iulie 2025 cu președintele american Donald Trump la Washington, D.C., unde a pledat pentru investiții americane în Liberia și pentru o abordare comună privind pacea și securitatea regională. De asemenea, Boakai s-a angajat să respecte obligațiile Liberiei în cadrul organizațiilor multilaterale precum Națiunile Unite, CEDEAO, Uniunea Râului Mano și Uniunea Africană, promovând stabilitatea și cooperarea regională. Administrația sa se implică și cu liberienii din diasporă, propunând inițiative precum o Conferință anuală a Diasporei pentru valorificarea contribuțiilor acestora la dezvoltarea națională.
În iunie 2025, Liberia a atins o bornă importantă în relansarea sa internațională, fiind aleasă ca membru nepermanent al Consiliului de Securitate al Națiunilor Unite pentru mandatul 2026–2027, obținând 181 de voturi într-un singur tur de scrutin la Adunarea Generală a ONU. Boakai a salutat acest fapt drept „un nou capitol în angajamentul global al Liberiei”, subliniind moștenirea istorică a țării ca prima republică independentă din Africa și membru fondator al ONU, precum și angajamentul său față de construirea păcii și dezvoltarea durabilă. Aceasta este a doua dată când Liberia face parte din CSNU, după mandatul anterior din 1961, reflectând încrederea internațională în capacitatea sa de a contribui la pacea și securitatea globală. Administrația lui Boakai, condusă de ministrul de externe Sara Beysolow Nyanti⁠(d), a susținut priorități precum femeile, pacea și securitatea, legătura dintre climă și conflicte, și emanciparea tinerilor, în conformitate cu Agenda ARREST pentru dezvoltare incluzivă a Liberiei. Această alegere poziționează Liberia pentru a amplifica vocea Africii în Consiliu, alăturându-se Republicii Democrate Congo și Somaliei în Grupul African.

## Distincții
- Coasta de Fildeș:
  - Marea Cruce a Ordinului Național al Coastei de Fildeș (7 martie 2024)